# Tible
Een tible (ook wel discantschalmei genoemd) is een typisch Catalaans dubbelriet-blaasinstrument. Het instrument is net als zijn grotere broer de tenora afgeleid van de middeleeuwse xeremia (schalmei) en wordt derhalve ook wel aangeduid als de xeremia tible. Het instrument behoort tot de familie van de hobo's. Het is een sopraaninstrument: men ziet ook de aanduiding sopraanschalmei.

## Bouw
De tible is duidelijk kleiner uitgevoerd dan de tenora en in tegenstelling tot de tenora geheel uit hout van de jujube opgebouwd. De lengte is ongeveer 55 cm en het instrument bestaat uit drie delen: de bovenste twee delen bevatten een kleppensysteem, en het onderste deel bevat vier vingergaten.

## Muzikale eigenschappen en toepassing
De tible is een transponerend instrument in f. De ambitus bedraagt ongeveer twee en een half octaaf: van A2 tot E5. Het timbre is wat scherp. Het instrument is onderdeel van de cobla, het Sardana-orkest in Catalonië, waarin het vaak samenspeelt met de tenora in muzikale dialogen.